# ツバル語
ツバル語（ツバルご）は、ポリネシア語派の核をなす言語で、主にツバルで話されている言語。他のポリネシア言語と共通の語彙を備えている。話者は世界的に約11,000人いる。
音素は、5つの母音および11の子音から成る。冠詞は te, a, se, ne, ni, a の6つが存在する。形容詞は一般に、名詞の後に続く。
北部・南部の主要な2つの方言があり、南部方言が一般に使用される。